# (4312) Knacke
(4312) Knacke (1978 WW11) – planetoida z pasa głównego asteroid okrążająca Słońce w ciągu 3,69 lat w średniej odległości 2,39 j.a. Odkryta 29 listopada 1978 roku.